# Marche pour la constitution et la liberté

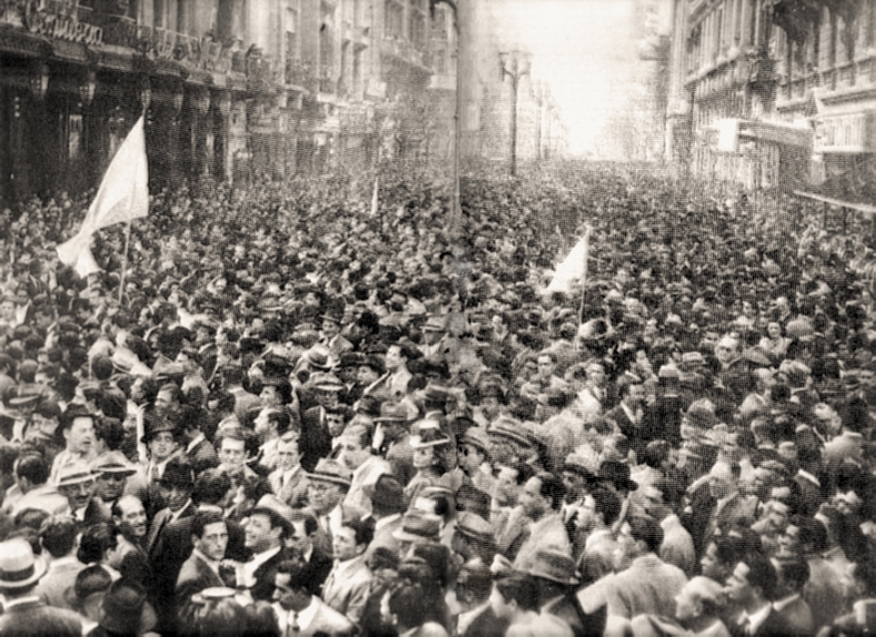
Marche de la Constitution et la Liberté (19 septembre 1945).

La Marche pour la Constitution et la Liberté est une grande manifestation antipéroniste qui eut lieu le 19 septembre 1945, en Argentine.

## Origines
Le 4 juin 1943, un putsch met un terme au dernier gouvernement de la décennie infâme. Il donne lieu à une dictature militaire, menée successivement par trois présidents, les généraux Arturo Rawson (1943), Pedro Pablo Ramírez (1943-1944) et Edelmiro Farrell (1944-1946). Cette période est aussi connue sous le nom de Révolution de 1943.
Au cours de la Révolution de 1943, plusieurs secteurs se sont confrontés au sein du gouvernement. D'autre part, les États-Unis ont influencé profondément les événements en soutenant ouvertement les secteurs qui voulaient que l'Argentine déclarât la guerre aux puissances de l'Axe, pendant la Seconde Guerre mondiale, obstruant ainsi l'action des secteurs «neutralistes».
Dans ce processus, une alliance entre une grande partie des syndicats argentins, majoritairement socialistes et syndicalistes révolutionnaires avec un groupe de jeunes militaires, dirigés par les colonels Domingo Mercante et Juan Perón s'est formée. Cette alliance a permis l'entrée du mouvement ouvrier argentin sur le devant de la scène de la politique argentine. Depuis le Secrétariat de Travail, et avec le soutien des syndicats, Perón a commencé à développer une grande partie du programme syndical qui a permis la création des tribunaux de travail ; l'indemnisation par licenciement s'est étendue à tous les travailleurs ; plus de deux millions de personnes ont bénéficié du système de retraite; le statut du Peón de Champ et le statut du Journaliste ont été reconnus ; l'Hôpital Polyclinique pour les travailleurs ferroviaires a été créé ; les agences privées de placements ont été interdites ; les écoles techniques pour les ouvriers ont été créées. En 1944, 123 conventions collectives ont été signées pour 1 400 000 ouvriers et employés, et, en 1945, 347 autres pour 2 186 868 travailleurs.
En 1945 le pays commença à se polariser. D'une part, depuis son arrivée en mai, l'ambassadeur américain Spruille Braden, un chef d'entreprise aux idées fortement antisyndicales et partisan de l'hégémonie absolue des États-Unis sur le continent (« selon la doctrine du Big Stick»), commença à organiser un grand pôle adversaire contre Perón, Mercante et les syndicats. Ce pôle a immédiatement exigé la dérogation des lois de travail et des relations égalitaires sur le marché du travail, entre les employeurs et les travailleurs. Le 16 juin, l'opposition commença l'offensive avec le fameux Manifeste du Commerce et de l'Industrie dans lequel 321 organisations patronales, dirigées par la Bourse de Commerce et la Chambre argentine de Commerce remettaient en question la politique de travail. Les entrepreneurs s'y plaignaient de la formation d'«un climat de méfiance, de provocation et de rébellion, qui stimule le ressentiment, et un  esprit permanent d'hostilité et revendicatif».
Les syndicats se sont mobilisés pour défendre les réformes du travail en soutenant Perón et en commençant à créer un nouveau courant nationaliste-travailliste.
Dorénavant, la population argentine était divisée en deux partis : d'un côté, une classe ouvrière majoritairement péroniste et, de l'autre, un parti antipéroniste majoritaire dans la classe moyenne (surtout de Buenos Aires) et la classe aisée.

## Déroulement
L'opposition est apparue unie pour la première fois avec une manifestation de plus de 200 000 personnes[réf. nécessaire], la Marche pour la Constitution et la Liberté, qui se dirige du Congrès à la Recoleta, la manifestation était majoritairement suivie par des personnes de classe moyenne et aisée. Cinquante personnalités de l'opposition participaient à la marche, parmi lesquelles les radicaux José P. Tamborini, Enrique Mosca, Ernesto Sammartino et Gabriel Oddone, le socialiste Nicolás Repetto, les radicaux antipersonnalistes José M. Cantilo et Diógenes Taboada, le conservateur (PDN) Laureano Landaburu, les démocrates chrétiens (Union démocrate-chrétienne) Manuel Ordóñez et Rodolfo Martínez, le communiste Luis Reissig, le démocrate progressiste Juan José Díaz Arana, le recteur de l'UBA Horacio Rivarola. Parmi les opposants se trouvaient le secrétaire de la Cour Suprême de Justice  Ramón Tulio A. Méndez, ainsi que plusieurs juges. La présence d'un secrétaire n'engageait pas les membres de la Cour Suprême, mais servit pour appuyer les accusations du futur jugement politique.
Il a été dit que la manifestation était majoritairement suivie par des personnes de classe moyenne et aisée, ce qui est historiquement indiscutable, mais cela n'invalide pas la signification historique de son ampleur sociale et sa pluralité politique. Il est possible de considérer que l'une des deux moitiés qui divisaient la population était présente, mais à ce moment-là la marche apparaissait comme l'union de pratiquement toutes les forces politiques et sociales du pays.[réf. nécessaire]

## Conséquences
La marche impacta de plein fouet le pouvoir du duo Edelmiro Farrell-Juan Perón, président et vice-président, et déchaîna une succession d'attaques militaires antipéronistes qui se concrétisèrent le 8 octobre lorsque les forces militaires du Campo de Mayo, au commandement du général Eduardo J. Ávalos (l'un des leaders du GOU), exigèrent la démission et l'arrestation de Perón. Le 11 octobre, les États-Unis demandèrent à la Grande-Bretagne de cesser d'acheter les biens argentins pendant deux semaines pour permettre la chute du gouvernement. Le 12 octobre, Perón est arrêté et exilé à l'Île Martín García. À ce moment, les leaders du mouvement adverse eurent le pays et le gouvernement à leur disposition. «Perón était un cadavre politique» et le gouvernement, présidé formellement par Farrell, était en réalité aux mains du général Ávalos qui assumait le rôle de ministre de la Guerre en remplacement de Perón et prétendait livrer le pouvoir aux civils le plus tôt possible, bien qu'il refusât une sortie déshonorante, comme celle que proposait l'opposition en exigeant l'attribution du gouvernement à la Cour Suprême.
L'indécision de l'opposition et la réorganisation des syndicats ont débouché sur les grandes mobilisations ouvrières du 17 octobre 1945. La manifestation, à laquelle ont assisté, selon diverses sources, entre 200 000 et 500 000 personnes, obtint la liberté de Perón et ouvrit la voie à un processus électoral grâce auquel celui-ci deviendra président,.